# Imetnik
Imetnik je oseba, ki ima si lasti neko stvar (v svoji dejanski oblasti, ampak jo zase noče obdržati). Imetnik nima nobene posestne volje, ampak si stvar lahko kadarkoli pridobi (npr. garderober, pošteni najditelj).